# Щетинін Михайло Вадимович
Михайло Вадимович Щетинін (рос. Михаил Вадимович Щетинин, нар. 8 липня 2005, Курськ, Росія) — російський футболіст, півзахисник московського «Локомотива».

## Ігрова кар'єра

### Клубна
Михайло Щетинін народився у місті Курськ і є вихованцем футбольної школи місцевого клубу «Авангард». У 2019 році футболіст приєднався до молодіжної команди московського «Локомотива».
Першу гру в основі Щетинін провів 27 листопада 2022 року у заключному матчі групового турніру Кубка Росії, коли вийшов на заміну у другому таймі. 18 березня 2023 року футболіст дебютував у чемпіонаті країни.
У липні 2023 року Щетинін продовжив дію контракту з клубом до червня 2026 року.

### Збірна
З 2021 року Михайло Щетинін захищав кольори юнацьких збірних Росії. Був капітаном збірної (U-17).